# Szachy na Igrzyskach Azjatyckich 2006
Wyniki turniejów szachowych rozegranych podczas Igrzysk Azjatyckich 2006:

## Szachy szybkie – mężczyźni
| Lp. | Zawodnik          | Medal |
| --- | ----------------- | ----- |
| 1   | Murtas Każgalejew |       |
| 2   | Đào Thiên Hải     |       |
| 3   | Bu Xiangzhi       |       |

## Szachy szybkie – kobiety
| Lp. | Zawodniczka  | Medal |
| --- | ------------ | ----- |
| 1   | Humpy Koneru |       |
| 2   | Zhao Xue     |       |
| 3   | Zhu Chen     |       |

## Szachy klasyczne – drużyna mieszana
| Lp. | Państwo | Medal |
| --- | ------- | ----- |
| 1   | Indie   |       |
| 2   | Chiny   |       |
| 3   | Iran    |       |